# Aichi E10A
Айчі E10A (англ. Aichi E10A) — серійний розвідувальний летючий човен Імперського флоту Японії періоду Другої світової війни. Прийнятий на озброєння з повною назвою «Розвідувальний гідролітак Тип 96» (яп. 九六式水上偵察機, Кюроку-шікі Суіджьо: Тейсацукі).
Кодова назва союзників — «Хенк» (англ. Hank).

## Історія створення
На початку 1930-х років командування Імперського флоту Японії зацікавилось питанням використання кораблів у нічний час. Для цього почалась підготовка особового складу, стали розроблятись найбільш ефективні тактичні прийоми. Перше технічне завдання «6-Ші» на малий летючий човен було видане ще в 1931 році, але по ньому не було створено придатного літака. Тому в 1934 році було сформульоване нове технічне завдання «9-Ші» на виготовлення нічного розвідувального гідролітака з врахуванням використання двигунів потужніше 500 к.с. Особлива увага приділялась здатності літака відстежувати пересування кораблів противника у нічний час, а основний акцент робився на високій економічності та тривалості польоту на крейсерській швидкості. Екіпаж мав складатись з 3 чоловік — пілота, спостерігача-стрільця та радіооператора. Оскільки літаки мали діяти над океанськими просторами, вони повинні були залишатись на плаву навіть при високих хвилях. Маса літака обмежувалась параметрами катапульти, яка встановлювалась на японських крейсерах.
Замовлення на виготовлення прототипів було передане фірмам Aichi та Kawanishi. Конструктори обох фірм, проаналізувавши технічне завдання, прийшли до висновку, що це має бути летючий човен, а не поплавковий літак.
Конструктори фірми Aichi розробили проєкт з внутрішнім позначенням «AB-12» (від Aichi Biplane) до червня 1934 року. Це був біплан з двигуном Aichi Type 91 потужністю 650 к.с., розташованим на пілоні під верхнім крилом, що приводив у дію штовхальний дерев'яний гвинт постійного кроку. Пілот та радіооператор розміщувались у просторій заскленій кабіні, спостерігач розміщувався у відкритій кабіні в носовій частині літака. Літак був озброєний одним 7,7-мм кулеметом «Тип 87», розміщеним у кабіні спостерігача. Перший прототип був готовий в грудні 1934 року.
Після заводських випробувань літак був переданий флоту для проведення порівняльних випробувань разом із літаком конкурентів Kawanishi E10K. Випробування показали кращу стабільність E10A, що було особливо важливо для зменшення втоми пілота під час довгих польотів, і у травні 1936 року він був прийнятий на озброєння під назвою «розвідувальний гідролітак Тип 96 модель 1» (або E10A1). Проте літак випускався недовго — у 1937 році, після побудови 15 машин, їх випуск був припинений.

## Історія використання
Під час японсько-китайської війни літаки E10A залучались до патрулювання районів бойових дій. Незабаром їх почали виводити з передових частин, замінюючи сучаснішими Aichi E11A. Літаки E10A обмежено використовувались на початковому етапі війни на Тихому океані. Ці літаки навіть встигла виявити розвідка американців, давши їм кодову назву «Хенк» (англ. Hank).

## Тактико-технічні характеристики
Дані з Japanese Aircraft 1910—1941

### Технічні характеристики
- Екіпаж: 3 особи
- Довжина: 11,22 м
- Висота: 4,50 м
- Розмах крила: 15,50 м
- Площа крила: 52,10 м²
- Маса пустого: 2100 кг
- Маса спорядженого: 3300 кг
- Навантаження на крило: 63,2 кг/м²
- Двигун: 1 × Aichi Type 91
- Потужність: 650 к. с.
- Питома потужність: 6,6 кг/к.с.

### Льотні характеристики
- Максимальна швидкість: 206 км/год
- Крейсерська швидкість: 106 км/год
- Практична дальність: 1852 км
- Практична стеля: 4120 м
- Час набору висоти 3000 м: 17 хв. 42 с.

### Озброєння
- Кулеметне: 1 × 7,7 мм кулемет «Тип 87»

## Виноски
1. ↑  Офіційно літак взяли на озброєння, як гідроплан (Суіджьо Тейсацукі), а не летючий човен (Хікотей)